# Lepidopilum subulatum
Lepidopilum subulatum är en bladmossart som beskrevs av Mitten 1869. Lepidopilum subulatum ingår i släktet Lepidopilum och familjen Daltoniaceae. Inga underarter finns listade i Catalogue of Life.